# Eurocon 1978
Eurocon 1978, acronim pentru Convenția europeană de science fiction din 1978, cea de-a patra de acest gen, a avut loc la Bruxelles în  Belgia.